# ژان سباستین ژورس
ژان سباستین ژورس (انگلیسی: Jean-Sébastien Jaurès؛ زادهٔ ۳۰ سپتامبر ۱۹۷۷) بازیکن فوتبال اهل فرانسه است.
از باشگاه‌هایی که در آن بازی کرده‌است می‌توان به باشگاه فوتبال اوسر و باشگاه فوتبال بروسیا مونشن‌گلادباخ اشاره کرد.